# Cavone
El Cavone es un río italiano en la provincia de Matera. Su fuente se encuentra al norte de Stigliano y al sur de Accettura. Fluye hacia el sureste y, tras un recorrido de 49 km, desemboca en el golfo de Tarento. Tiene dos afluentes principales, uno de los cuales es el Salandrella, que es el nombre del torrente con el que nace este río, en la zona montañosa centro meridional de la Basilicata. Es de régimen torrenticio. Tiene una cuenca de 675 km² y régimen típicamente torrenticio, con llenadas durante la estación y sequías totales en el verano.
En noviembre del año 2003 la zona recorre el municipio de Scanzano Jonico ha sido propuesta por el gobierno como localización del depósito único nacional de los residuos nucleares; la propuesta ha provocado movimientos de protesta y manifestaciones con bloqueo de las arterias de comunicación, en las que está implicada toda la región de Basilicata; la propuesta se retiró.